# Episodi di Chicago Med (terza stagione)
La terza stagione della serie televisiva Chicago Med, composta da 20 episodi, è stata trasmessa sul canale statunitense NBC dal 21 novembre 2017 al 15 maggio 2018.
In Italia la stagione è andata in onda dal 23 marzo al 31 agosto 2018 su Premium Stories, canale a pagamento della piattaforma Mediaset Premium. In chiaro è stata trasmessa su Italia 1 dal 5 luglio al 16 agosto 2019 in prima serata.
| nº | Titolo originale        | Titolo italiano            | Prima TV USA     | Prima TV Italia |
| -- | ----------------------- | -------------------------- | ---------------- | --------------- |
| 1  | Speak Your Truth        | Sii sincero                | 21 novembre 2017 | 23 marzo 2018   |
| 2  | Nothing to Fear         | Nessuna paura              | 28 novembre 2017 | 30 marzo 2018   |
| 3  | Trust Your Gut          | Fidati del tuo istinto     | 5 dicembre 2017  | 6 aprile 2018   |
| 4  | Naughty or Nice         | Buoni o cattivi            | 12 dicembre 2017 | 13 aprile 2018  |
| 5  | Mountains and Molehills | Non ti muovere             | 2 gennaio 2018   | 20 aprile 2018  |
| 6  | Ties That Bind          | Legami stretti             | 9 gennaio 2018   | 27 aprile 2018  |
| 7  | Over Troubled Water     | Acque turbolente           | 16 gennaio 2018  | 1º giugno 2018  |
| 8  | Lemons and Lemonade     | Tempismo perfetto          | 23 gennaio 2018  | 8 giugno 2018   |
| 9  | On Shaky Ground         | Terreno scivoloso          | 6 febbraio 2018  | 15 giugno 2018  |
| 10 | Down By Law             | La legge è legge           | 27 febbraio 2018 | 22 giugno 2018  |
| 11 | Folie à Deux            | Delirio condiviso          | 6 marzo 2018     | 29 giugno 2018  |
| 12 | Born This Way           | Nata così                  | 20 marzo 2018    | 6 luglio 2018   |
| 13 | Best Laid Plans         | La migliore strategia      | 27 marzo 2018    | 13 luglio 2018  |
| 14 | Lock it Down            | Chiusura forzata           | 3 aprile 2018    | 20 luglio 2018  |
| 15 | Devil in Disguise       | Il diavolo sotto copertura | 10 aprile 2018   | 27 luglio 2018  |
| 16 | An Inconvenient Truth   | Una sconveniente verità    | 17 aprile 2018   | 3 agosto 2018   |
| 17 | The Parent Trap         | Genitori                   | 24 aprile 2018   | 10 agosto 2018  |
| 18 | This Is Now             | A dura prova               | 1º maggio 2018   | 17 agosto 2018  |
| 19 | Crisis of Confidence    | Sospetti                   | 8 maggio 2018    | 24 agosto 2018  |
| 20 | The Tipping Point       | Momenti critici            | 15 maggio 2018   | 31 agosto 2018  |